# Карлофорте
Карлофорте (итал. Carloforte) — коммуна в Италии, располагается в регионе Сардиния, подчиняется административному центру Южная Сардиния.
Население составляет  6 133  человека (на 30-6-2019), плотность населения составляет 120,02  чел./км². Занимает площадь 51,1  км². Почтовый индекс — 09014. Телефонный код — 0781.
Покровителем населённого пункта считается San Carlo Borromeo. Праздник ежегодно празднуется 4 ноября.

## Примечание
1. ↑  Statistiche demografiche ISTAT. demo.istat.it. Дата обращения: 12 ноября 2019. Архивировано из оригинала 24 июля 2019 года.